# Наргис Дут
Наргис Дут (1929 – 1981) с рожденно име Фатима Абдул Рашид, по-известна само като Наргис, е индийска актриса. Считана за една от най-великите актриси на всички времена, тя е най-популярната боливудска героиня през 50-те години на XX век и е особено известна със сътрудничеството си с Радж Капур в множество боливудски класики.